# Ногинск-9
Ногинск-9 (также Дуброво,, военный городок 224, в/ч 09703-п) — посёлок (до апреля 2012 года закрытый военный городок Вооружённых Сил Российской Федерации) Ногинского района Московской области России c населением по данным Всероссийской переписи населения 2010 года (без военнослужащих срочной службы) 6,2 тысячи жителей, а с учётом военнослужащих срочной службы около 8 тысяч жителей, по другим источникам 9 тысяч или до 10 тысяч военнослужащих и гражданских лиц. Многие зарегистрированные в посёлке граждане в действительности живут и работают в Москве. Площадь собственно посёлка составляет 238 га (в том числе часть, до апреля 2016 года располагавшаяся на землях Щёлковского района, 107 га, ещё 110 га располагаются на землях Ногинского района) вместе с объектами военной инфраструктуры она составляет 500 га.
Расположен вблизи границы с Владимирской областью в 7 км на юг от Фряново, в 8 км на юго-запад от А108 и 25 км от районного центра.

## История
25 января 1963 года на территории современного Ногинска-9 прибыли первые приглашённые сюда специалисты космической отрасли и их семьи, а вскоре здесь же образовалась воинская часть 72175, получившая позже название Второй Центральной Обсерватории ВМФ.
6 марта 1965 г. подписана Директива Главного штаба войск противовоздушной обороны (ВПВО) о формировании на базе 45-го специализированного научно-исследовательского института Министерства обороны (СНИИ МО) «Кадра Специального ЦККП». В апреле 1965 г. принято решение правительства о строительстве комплекса технологических зданий для ЦККП в Ногинском районе Московской области получившем название Ногинск-9.
В 1980 году, рядом с ЦККП начинается строительство «Аналитического Центра ВМФ СССР» (в/ч 34364). Объект создавался как информационный элемент по сбору и обработке информации, в интересах борьбы с подводными лодками вероятного противника всех классов и типов. За техническую сторону проекта отвечал академик А. И. Савин и его «ЦНИИ Комета».
С 2009 года Вторая Центральная Обсерватория ВМФ получила наименование 69-й Испытательный центр ВМФ.
В апреле 2012 года городок утратил статус закрытого военного городка.
В начале лета 2014 года в адрес прокурора Балашихинского гарнизона направлено обращение о принятии мер по наведению порядка на территории посёлка, а в отношении ОАО «Славянка», обслуживающего посёлок, инспекторами Главного управления Госадмтехнадзора Московской области было возбуждено 5 административных дел. Одной из причин обращения и проверок стало подтопление канализационными водами территорий общественного пользования посёлка, произошедшее весной 2014 года.
В апреле 2016 года вступил в силу закон о передаче территории посёлка из состава Щёлковского района в состав Ногинского района.
Территория посёлка, ранее обслуживаемая МУ МВД России «Власиха», 26 октября 2016 года передана в территорию обслуживания МУ МВД России «Ногинское».

## Проблема административной принадлежности

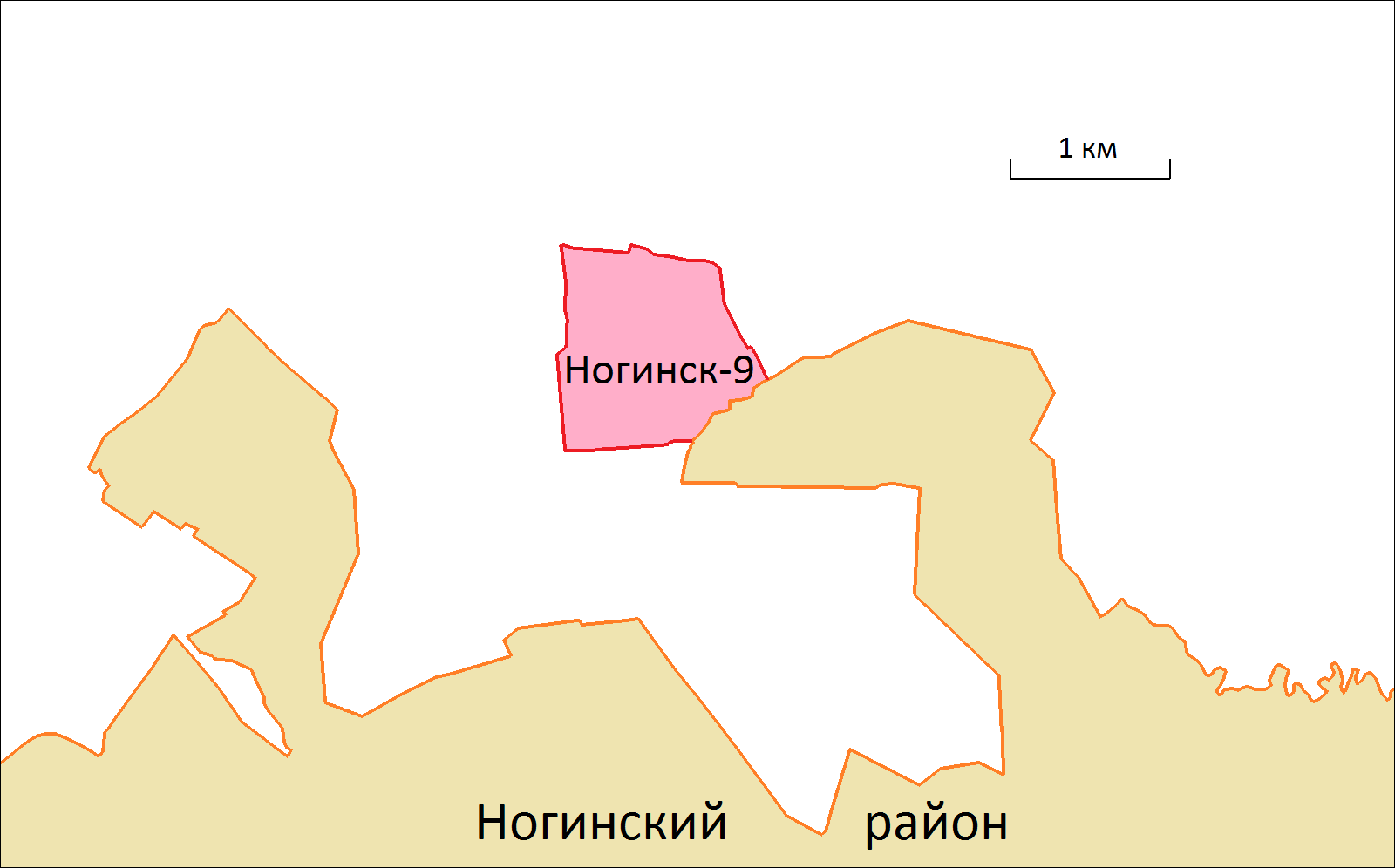
Часть территории посёлка Ногинск-9, переданная из состава Щёлковского района в состав Ногинского района.

В конце 1950-х годов, когда создавался военный гарнизон, территория Военного городка была рассечена границей Ногинского и Щёлковского районов. При этом 127 га территории, на которой проживали жители посёлка, находилась в составе Щёлковского района, а другая часть площадью 110 га оказалась в составе Ногинского района. При этом всё население посёлка с самого начала состояло на паспортно-визовом обеспечении в Ногинском районе, тот же район осуществлял транспортное, медицинское обслуживание и народное образование. Жители посёлка являлись избирателями Ногинского района, при проведении переписей населения учитывались в составе населения Ногинского района
Ещё в 2004 году, когда производилось формирование Ногинского муниципального района, с его стороны поступила просьба к Щёлковскому району объединить территорию городка в границах Ногинского района, однако на обращение Администрации Ногинского района был получен отрицательный ответ от руководства Щёлковского района.
В начале 2013 года в Правительстве Московской области было принято решение о целесообразности включения всей территории посёлка в состав Ногинского района и образовании городского поселения.
4 июня 2013 года Совет депутатов Ногинского муниципального района принял решение об изменении границ Ногинского муниципального района. Совет депутатов Ногинского муниципального района принял решение о выходе в Московскую областную Думу с законодательной инициативой по проекту закона Московской области "О внесении изменений в Закон Московской области от 28 февраля 2005 года № 82/2005-ОЗ «О статусе и границах Ногинского муниципального района и вновь образованных в его составе муниципальных образований» и Закон Московской области от 28 февраля 2005 года № 83/2005-ОЗ «О статусе и границах Щёлковского муниципального района, вновь образованных в его составе городских и сельских поселений и существующих на территории Щёлковского района Московской области муниципальных образований». 5 июня 2013 года Совет депутатов сельского поселения Мамонтовское принял решение об изменении границ сельского поселения.
9 июля 2013 года Совет депутатов Щёлковского района принял решение о передаче 107 гектаров земли, на которых располагается собственно посёлок (без территории военной инфраструктуры) Ногинскому району. В мотивационной части постановления указывалось на то, что после передачи посёлка в состав Ногинского района ему будет придан статус городского населённого пункта и муниципального образования городское поселение.
2 июня 2014 года Совет депутатов Щёлковского района утвердил изменение границ муниципального образования.
4 февраля 2016 года на заседании Московской областной Думы по инициативе Совета депутатов Ногинского муниципального района был рассмотрен проект закона Московской области "О внесении изменений в Закон Московской области «О статусе и границах Ногинского муниципального района и вновь образованных в его составе муниципальных образований» и в Закон Московской области «О статусе и границах Щёлковского муниципального района, вновь образованных в его составе городских и сельских поселений и существующих на территории Щёлковского района Московской области муниципальных образований». Данным законопроектом вносятся изменения в границы Ногинского и Щёлковского муниципальных районов, в результате которых территории городка Ногинск-9 передаётся в состав Ногинского муниципального района. Комитет Московской областной Думы по местному самоуправлению провёл предварительную доработку проекта с учётом замечаний и предложений поступивших от Губернатора Московской области. Законопроект был одобрен постановлением Московской областной Думы, которая поручила Комитету по местному самоуправлению продолжить работу над данным законопроектом.
Одобренный Московской областной Думой проект закона предусматривает передачу из состава городского поселения Фряново Щёлковского района в состав Ногинского района 128 га территории и включении её в состав Мамонтовского сельского поселения.
После принятия Московской областной Думой соответствующего Закона Московской области должна быть подготовлена документация об образовании населённого пункта в границах военного городка Ногинск-9 в соответствии с требованиями Закона Московской области № 11/2013-ОЗ «Об административно-территориальном устройстве Московской области». В дальнейшем, в соответствии с Федеральным законом от 8 декабря 2011 года № 423-ФЗ должна будет осуществлена передача военного имущества военного городка Ногинск-9 в муниципальную собственность Ногинского муниципального района. Передача городка в муниципальную собственность Ногинского района намечена на 2016 год.
Московская областная Дума приняла закон о передаче части территории Щёлковского района в состав Ногинского района 17 марта 2016 года, данный закон был подписан губернатором Московской области 31 марта 2016 года и вступил в силу на следующий день после опубликования.

## Транспорт
Ногинск-9 имеет регулярное автобусное сообщение с Москвой, Ногинском и Черноголовкой, а также близлежащими сельскими поселениями. Автобусы № 25 Дуброво-Черноголовка-Ногинск, № 24 Дуброво-Боровково-Ногинск, № 360 Дуброво-Черноголовка-Москва.

## Стратегические объекты

Памятник В. И. Ленину на центральной площади

Согласно открытым источникам в Ногинске-9 имеются следующие войсковые части: в/ч 72175, в/ч 28289, в/ч 61437. В настоящее время гарнизон посёлка именуется в/ч 09703-п.
В поселении дислоцирована 45-я дивизия контроля космического пространства (СККП), входящая в состав армии ракетно-космической обороны (РКО) России. C ноября 1966 года дивизия выполняет функции 145-го центра контроля космического пространства (ЦККП).
Для обнаружения искусственных спутников на низких околоземных орбитах и определения параметров их орбит с 1984 года на ЦКПП использовался многопроцессорный вычислительный комплекс (МВК) на базе высокопроизводительной ЭВМ «Эльбрус-1». Результатом развития вычислительного комплекса ЦККП стало использование с 1995 года МВК «Эльбрус-2», а с 2003 года введение в строй локальной вычислительной сети с высокопроизводительным сервером «Эльбрус-90 микро».
Главный центр разведки космической обстановки (ГЦРКО) входит в состав армии воздушно-космических сил особого назначения.
Для обеспечения глобального контроля обстановки в космическом пространстве задачами ГЦРКО являются:
- разведка околоземного пространства;
- информационное обеспечение в целях парирования угроз, исходящих из космоса и в космосе;
- обеспечение беспрепятственного развёртывания и функционирования российских космических аппаратов;
- оценка других опасностей, связанных с техногенным засорением космического пространства.

Основной задачей Центра является отслеживание иностранных космических аппаратов, космических систем, также немаловажное значение имеет отслеживание российских космических аппаратов для обеспечения их безопасной эксплуатации.
Основным объектом системы контроля космического пространства при решении целевых задач является всё множество находящихся в околоземном космическом пространстве действующих иностранных и российских космических аппаратов, а также связанных с их функционированием и использованием изменений космической обстановки, представляющей потенциальную угрозу для России. К их числу относятся:
- вывод в космос, проведение испытаний и ввод в использование новых иностранных космических аппаратов и космических систем различного назначения и различной государственной принадлежности;
- измерение состава пространственной конфигурации и характеристик функционирования иностранных космических систем военного и двойного назначения;
- измерение характеристики эффективности этих систем и их потенциальной опасности для России;
- факты проведения, назначения и возможные результаты иностранных военно-космических и технологических экспериментов в космосе;
- создание иностранными государствами угроз выводу в космос и функционированию там российских космических аппаратов;
- подготовка и проведение иностранными государствами боевых действий в космосе и из космоса.

Для решения задач ГЦРКО привлекаются специализированные радиолокационные, радиотехнические, лазерно-оптические и оптико-электронные наземные средства системы контроля космического пространства. Они располагаются в различных регионах России и в ближнем зарубежье.
На вооружении находятся центры контроля космического пространства (ЦККП). Они предназначены для:
- приёма, обработки и хранения в автоматическом режиме информации о космических объектах;
- выдачи информации о космических объектах и космической обстановке потребителям;
- ведение радиотехнической разведки космического пространства.

Для ведения непрерывной разведки космического пространства в своих секторах обзора радиолокационных станций дальнего обнаружения имеются отдельные радиотехнические узлы. В состав ГЦРКО входит отдельный радиотехнический узел «Крона», а также отдельный оптико-электронный узел «Окно» (оптико-электронный узел СККП «Нурек»), дислоцированный в Таджикистане. Назначением указанных радиотехнических узлов является:
- обнаружение космических объектов в зоне действия радиолокационного средства;
- определения параметров движения космических объектов;
- получения отражательных характеристик космических объектов;
- выдача полученной информации в ЦККП.

Также в состав главного центра входит пункт обработки информации, основное предназначение которого:
- непрерывное централизованное управление средствами информационно-измерительного комплекса
- автоматического информационного взаимодействия с командными пунктами системы предупреждения ракетной обороны, командным и запасным командным пунктом системы предупреждения о ракетном нападении
- обработка информации об обнаруженных и сопровождаемых объектах средствами радиолокационной разведки.

Начальником ГЦРКО является полковник Андрей Николаевич Калюта (род. 18 сентября 1972 года; командовал НИП-15 (Уссурийск) и НИП-4 (Енисейск) в 2010-2012 годах, в 2012-2015 гг. начальник штаба, первый заместитель командира в/ч 32103 командно-измерительного комплекса в Краснознаменске; весной 2015 года приказом министра обороны РФ назначен командиром ГЦРКО и начальником ногинского гарнизона (145-й ЦККП, в/ч 28289) в/ч 61437.

## Религия
В 1996 году в Ногинске-9 была создана православная община, помещение для устройства домового храма было выделено в здании гарнизонного домоуправления (домоуправление № 1 КЭУ района). В 2002 году домоуправление переехало в другое здание, все ранее занимаемые помещения были переданы храму. Внутри были оборудованы новый алтарь и иконостас, были убраны перегородки между комнатам, произведён ремонт. В 2007 году был возведён купол с крестом. В этом домовом храме совершаются регулярные богослужения, действует приходская воскресная школа, проводятся молодёжные встречи и регулярные беседы с военнослужащими гарнизона.
Было определено перспективное место для будущего храмового комплекса — территория бывшего стадиона, рядом с основным КПП. В 2005 году на месте проектируемого храма была построена часовня. Официальное начало согласования в законном порядке подготовительных работ пока невозможно из за сложностей по отчуждению земельного участка, который принадлежит Министерству обороны РФ.
Также установлен кирпичный часовенный столб, приписанный к церкви в селе Стромынь Ногинского района.

## Здравоохранение
В Ногинске-9 располагается филиал № 3 Главного военного клинического госпиталя им. Н. Н. Бурденко.

## Образование и спорт
- Средняя общеобразовательная школа № 83 имени Евгения Табакова[3][36].
- Музыкальная школа.
- Детские сады № 66, № 97, № 100.

## Отдых и развлечения
- Гарнизонный дом офицеров (ГДО)[37].
- клуб «Авиатор».

## Улицы
В классификаторе адресов (КЛАДР) Российской Федерации по состоянию на ноябрь 2016 года содержались сведения о следующих объектах:
- ул. 50 лет Комсомола
- ул. Адмирала Нахимова
- ул. Гагарина
- ул. Железняка
- ул. Космическая
- пл. Ногина
- ул. Садиковая
- ул. Спортивная
- ул. Юбилейная
- садовое некоммерческое товарищество «Ветеран-Дуброво» (ранее данное товарищество было известно под наименованием «„Ветеран“ при в/ч 61437»[39])
- гаражно-строительный кооператив «Русь».

Существует ряд источников, которые утверждают, что в посёлке имеются следующие улицы, которые не упомянуты в КЛАДР:
- улица Маршала Малиновского
- улица Королёва
- улица Окружная

## Кадастровое деление
По данным публичной кадастровой карты Росреестра РФ непосредственно на территории посёлка образованы следующие кадастровые участки:
- кадастровый участок 50:14:0000000:150 площадью 32,76 га, для эксплуатации объектов военного назначения, расположен в юго-западной части посёлка (в/ч 28289);
- кадастровый участок 50:14:0010513:16 площадью 88,62 га, для размещения военных организаций, учреждений и других объектов, занимает бо́льшую часть остальной территории посёлка;
- кадастровый участок 50:14:0010513:18 площадью 3,21 га, для размещения военных организаций, учреждений и других объектов, располагается в юго-восточной части посёлка (госпиталь);
- кадастровые участки 50:16:0502009:919 площадью 4,16 га и 50:16:0502009:920 площадью 2,41 га на территории гаражно-строительного кооператива «Русь» к юго-востоку от основной части посёлка.

За пределами посёлка на территории войсковых частей образованы следующие кадастровые единицы:
- кадастровый участок 50:14:0000000:168 площадью 165,93 га, для размещения военных организаций, учреждений и других объектов, располагается к юго-западу от посёлка (в/ч 34364);
- кадастровый квартал 50:14:0010510 площадью 550 га, располагается к северо-западу от посёлка (в/ч 17205).

Кадастровые участки 50:14:0000000:150, 50:14:0010513:16, 50:14:0000000:168, 50:14:0010510 располагаются на территории Щёлковского района, из них участки 50:14:0000000:150 и 50:14:0010513:16 в 2016 году предполагается передать в состав Ногинского района. Кадастровые участки 50:14:0010513:18, 50:16:0502009:919, и 50:16:0502009:920 располагаются на территории Ногинского района. На территории Ногинского района смежно с землями посёлка Ногинск-9 находится садовое некоммерческое товарищество (СНТ) «Ветеран-Дуброво», в котором насчитывается свыше 80 участков. На территории Щёлковского района смежно с территорий Ногинска-9 находятся СНТ «Галактика» (свыше 50 участков). С востока к посёлку Ногинск-9 примыкают земли расположенного в Щёлковском районе населённого пункта Дуброво, занятые участками индивидуальной жилой застройки. Предполагается, что в 2016 году граница района пройдёт по этой границе населённого пункта.

## Известные люди
- Табаков, Евгений Евгеньевич — мальчик, погибший при защите сестры от насильника. Награждён орденом Мужества (посмертно). Самый молодой гражданин России, удостоенный государственной награды[41]. 1 сентября 2013 года состоялась торжественная церемония открытия памятника Жене Табакову[42].
- Остапенко Игорь Викторович (1966 — 04.10.1993) — старший лейтенант ВМФ СССР, помощник по работе с личным составом командира роты 69-го испытательного центра морской и космической разведки ВМФ, выпускник Киевского высшего военно-морского политического училища. Единственный офицер из состава ВС РФ во главе подразделения военнослужащих своей войсковой части (в количестве 21 человека, добровольцы) реально выступивший на защиту законного государственного органа представительной власти РФ — Съезда народных депутатов и Верховного Совета РФ, которые были распущены Указом № 1400 Президента РФ Б. Ельцина. Остапенко И. В. 03 октября 1993 г. выдвинулся во главе отряда матросов, вооружённых автоматами, в направлении г. Москвы по автодороге Черноголовка-Москва (Щёлковское шоссе). В 4 часа утра 4 октября 1993 года на 31-м километре Щёлковского шоссе отряд попал в засаду, организованную Щёлковским ОМОНом, исполнявшим приказы президента Ельцина и министра внутренних дел В.Ерина. В результате боестолкновения часть бойцов из группы Остапенко была ранена, один из ОМОН-овцев убит. И. В. Остапенко, оценив ситуацию как безнадёжную в виду численного превосходства ОМОНа, приказал матросам разоружиться и сдаться, а сам застрелился. В 1994 году коммунисты Щёлкова и Москвы установили памятный знак на месте гибели Игоря Остапенко, посадили цветы и деревья. Ежегодно 4 октября здесь проводится памятный митинг возле здания 4-й роты ДПС. Генерал В.Варенников передал свою Золотую Звезду Героя Советского Союза родителям Игоря Викторовича — Раисе Михайловне и Виктору Григорьевичу. И. В. Остапенко похоронен на родине в городе Чимкенте (Казахстан). У него остались жена и дочь.